# 脳性まひブラザーズ
もしかして
- 脳性マヒブラザーズ

ではありませんか？